# Greene megye (Arkansas)
Greene megye az Amerikai Egyesült Államokban, azon belül Arkansas államban található. Megyeszékhelye és legnagyobb városa Paragould. Lakosainak száma 45 736 fő (2020. április 1.). Greene megye Clay, Craighead, Dunklin, Randolph és Lawrence megyékkel határos.

## Népesség
A megye népességének változása:
| Lakosok száma | 42 195 | 42 719 | 43 165 | 43 097 | 44 196 | 45 736 |
|               | 2010   | 2011   | 2012   | 2013   | 2015   | 2020   |